# Needham Roberts
Needham Roberts (Trenton, 28 aprile 1901 – Newark, 18 aprile 1949) è stato un militare statunitense.

## Biografia
Nato nello Stato del New Jersey, fu boy scout.
Nel 1917 si arruolò nell'esercito degli Stati Uniti mentendo sulla sua età. Fu assegnato al 369º reggimento di fanteria Harlem Hellfighters.
Il 15 maggio 1918 si trovava in Francia, nella foresta dell'Argonne, come sentinella insieme al commilitone Henry Johnson, quando cadde vittima di un attacco tedesco. Più di una dozzina di nemici aprì il fuoco contro i due. Roberts venne colpito, ma Johnson nonostante le ferite riuscì ad uccidere almeno un paio di avversari per salvare il compagno. Questa azione diede il tempo ai due americani di scagliare delle bombe a mano, che indussero il resto della squadra tedesca a fuggire.
Per le loro azioni meritorie furono entrambi decorati con la Croix de guerre. Roberts fu uno dei primi afroamericani ad avere una medaglia al valore.
Alla sua morte il corpo venne seppellito al Fairmount Cemetery a Newark, nel New Jersey.